# Bélgica en la Eurocopa 2024
La Selección de fútbol de Bélgica fue uno de los 24 equipos participantes en la Eurocopa 2024, torneo que se disputó en Alemania entre el 14 de junio y el 14 de julio de 2024.

## Clasificación
| Equipo     | Pts | PJ | PG | PE | PP | GF | GC | Dif |
| ---------- | --- | -- | -- | -- | -- | -- | -- | --- |
| Bélgica    | 20  | 8  | 6  | 2  | 0  | 22 | 4  | +18 |
| Austria    | 19  | 8  | 6  | 1  | 1  | 17 | 7  | +10 |
| Suecia     | 10  | 8  | 3  | 1  | 4  | 14 | 12 | +2  |
| Azerbaiyán | 7   | 8  | 2  | 1  | 5  | 7  | 17 | -10 |
| Estonia    | 1   | 8  | 0  | 1  | 7  | 2  | 22 | -20 |

     — Clasificado para la Eurocopa 2024.

     — Play off para la Eurocopa 2024.

### Partidos
| Fecha                    | Ciudad   | Jornada |            |                       | Resultado |                       |            |
| ------------------------ | -------- | ------- | ---------- | --------------------- | --------- | --------------------- | ---------- |
| 24 de marzo de 2023      | Solna    | 1       | Suecia     | Bandera de Suecia     | 0:3 (0:1) | Bandera de Bélgica    | Bélgica    |
| 17 de junio de 2023      | Bruselas | 3       | Bélgica    | Bandera de Bélgica    | 1:1 (0:1) | Bandera de Austria    | Austria    |
| 20 de junio de 2023      | Tallín   | 4       | Estonia    | Bandera de Estonia    | 0:3 (0:2) | Bandera de Bélgica    | Bélgica    |
| 9 de septiembre de 2023  | Bakú     | 5       | Azerbaiyán | Bandera de Azerbaiyán | 0:1 (0:1) | Bandera de Bélgica    | Bélgica    |
| 12 de septiembre de 2023 | Bruselas | 6       | Bélgica    | Bandera de Bélgica    | 5:0 (2:0) | Bandera de Estonia    | Estonia    |
| 13 de octubre de 2023    | Viena    | 7       | Austria    | Bandera de Austria    | 2:3 (0:1) | Bandera de Bélgica    | Bélgica    |
| 16 de octubre de 2023    | Bruselas | 8       | Bélgica    | Bandera de Bélgica    | 1:1 (1:1) | Bandera de Suecia     | Suecia     |
| 19 de noviembre de 2023  | Bruselas | 10      | Bélgica    | Bandera de Bélgica    | 5:0 (4:0) | Bandera de Azerbaiyán | Azerbaiyán |

#### Suecia vs. Bélgica
| 24 de marzo de 2023 | Suecia | 0:3 (0:1) | Bélgica              | Friends Arena, Solna                                                            |                                                                                 |
| 20:45 (UTC+1)       |        | Reporte   | Lukaku 35', 49', 83' | Asistencia: 49 296 espectadores Árbitro(s): Orel Grinfeld VAR: Roi Reinshreiber | Asistencia: 49 296 espectadores Árbitro(s): Orel Grinfeld VAR: Roi Reinshreiber |

| Uniformes | Uniformes |
| --------- | --------- |
|           |           |

#### Bélgica vs. Austria
| 17 de junio de 2023 | Bélgica    | 1:1 (0:1) | Austria         | Estadio Rey Balduino, Bruselas                                                     |                                                                                    |
| 20:45 (UTC+2)       | Lukaku 61' | Reporte   | Gregoritsch 21' | Asistencia: 39 237 espectadores Árbitro(s): Jérôme Brisard VAR: Stéphanie Frappart | Asistencia: 39 237 espectadores Árbitro(s): Jérôme Brisard VAR: Stéphanie Frappart |

| Uniformes | Uniformes |
| --------- | --------- |
|           |           |

#### Estonia vs. Bélgica
| 20 de junio de 2023 | Estonia | 0:3 (0:2) | Bélgica                          | A. Le Coq Arena, Tallin                                                  |                                                                          |
| 21:45 (UTC+3)       |         | Reporte   | - Lukaku 37', 40' - Bakayoko 90' | Asistencia: 11 772 espectadores Árbitro(s): John Beaton VAR: David Coote | Asistencia: 11 772 espectadores Árbitro(s): John Beaton VAR: David Coote |

| Uniformes | Uniformes |
| --------- | --------- |
|           |           |

#### Azerbaiyán vs. Bélgica
| 9 de septiembre de 2023 | Azerbaiyán | 0:1 (0:1) | Bélgica      | Dalga Arena, Bakú                                                            |                                                                              |
| 17:00 (UTC+4)           |            | Reporte   | Carrasco 38' | Asistencia: 4500 espectadores Árbitro(s): Nenad Minaković VAR: Novak Simović | Asistencia: 4500 espectadores Árbitro(s): Nenad Minaković VAR: Novak Simović |

| Uniformes | Uniformes |
| --------- | --------- |
|           |           |

#### Bélgica vs. Estonia
| 12 de septiembre de 2023 | Bélgica                                                             | 5:0 (2:0) | Estonia | Estadio Rey Balduino, Bruselas                                                  |                                                                                 |
| 20:45 (UTC+2)            | - Vertonghen 4' - Trossard 18' - Lukaku 56', 58' - De Ketelaere 88' | Reporte   |         | Asistencia: 24 127 espectadores Árbitro(s): Bartosz Frankowski VAR: Piotr Lasyk | Asistencia: 24 127 espectadores Árbitro(s): Bartosz Frankowski VAR: Piotr Lasyk |

| Uniformes | Uniformes |
| --------- | --------- |
|           |           |

#### Austria vs. Bélgica
| 13 de octubre de 2023 | Austria                            | 2:3 (0:1) | Bélgica                           | Estadio Ernst Happel, Viena                                                   |                                                                               |
| 20:45 (UTC+2)         | - Laimer 72' - Sabitzer 84' (pen.) | Reporte   | - Lukebakio 12', 55' - Lukaku 58' | Asistencia: 47 000 espectadores Árbitro(s): Gil Manzano VAR: Del Cerro Grande | Asistencia: 47 000 espectadores Árbitro(s): Gil Manzano VAR: Del Cerro Grande |

| Uniformes | Uniformes |
| --------- | --------- |
|           |           |

#### Bélgica vs. Suecia
| 16 de octubre de 2023 | Bélgica           | 1:1 (1:1) | Suecia       | Estadio Rey Balduino, Bruselas                      |                                                     |
| 20:45 (UTC+2)         | Lukaku 31' (pen.) | Reporte   | Gyökeres 15' | Árbitro(s): Maurizio Mariani VAR: Aleandro Di Paolo | Árbitro(s): Maurizio Mariani VAR: Aleandro Di Paolo |

| Uniformes | Uniformes |
| --------- | --------- |
|           |           |

#### Bélgica vs. Azerbaiyán
| 19 de noviembre de 2023 | Bélgica                                    | 5:0 (4:0) | Azerbaiyán | Estadio Rey Balduino, Bruselas                                            |                                                                           |
| 18:00 (UTC+1)           | - Lukaku 17', 26', 30', 37' - Trossard 90' | Reporte   |            | Asistencia: 30 276 espectadores Árbitro(s): Gergő Bogár VAR: Tamás Bognar | Asistencia: 30 276 espectadores Árbitro(s): Gergő Bogár VAR: Tamás Bognar |

| Uniformes | Uniformes |
| --------- | --------- |
|           |           |

## Preparación

### Partidos Previos
Datos correspondientes al periodo entre la finalización de la Copa Mundial de Fútbol de 2022 y el inicio de la Eurocopa 2024
| Fecha                   | Ciudad   | Competición |            |                       | Resultado |                       |            |
| ----------------------- | -------- | ----------- | ---------- | --------------------- | --------- | --------------------- | ---------- |
| 28 de marzo de 2023     | Köln     | Amistoso    | Alemania   | Bandera de Alemania   | 2:3 (1:2) | Bandera de Bélgica    | Bélgica    |
| 15 de noviembre de 2023 | Lovaina  | Amistoso    | Bélgica    | Bandera de Bélgica    | 1:0 (1:0) | Bandera de Serbia     | Serbia     |
| 23 de marzo de 2024     | Dublín   | Amistoso    | Irlanda    | Bandera de Irlanda    | 0:0       | Bandera de Bélgica    | Bélgica    |
| 26 de marzo de 2024     | Londres  | Amistoso    | Inglaterra | Bandera de Inglaterra | 2:2 (1:2) | Bandera de Bélgica    | Bélgica    |
| 5 de junio de 2024      | Bruselas | Amistoso    | Bélgica    | Bandera de Bélgica    | 2:0 (1:0) | Bandera de Montenegro | Montenegro |
| 8 de junio de 2024      | Bruselas | Amistoso    | Bélgica    | Bandera de Bélgica    | 3:0 (1:0) | Bandera de Luxemburgo | Luxemburgo |

### Amistosos previos
| 28 de marzo de 2023 | Alemania                    | 2:3 (1:2) | Bélgica                                   | RheinEnergieStadion, Colonia                              |                                                           |
| 19:45 (UTC+2)       | - Füllkrug 44' - Gnabry 87' | Reporte   | - Carrasco 6' - Lukaku 9' - De Bruyne 78' | Asistencia: 42 910 espectadores Árbitro(s): Willy Delajod | Asistencia: 42 910 espectadores Árbitro(s): Willy Delajod |

| Uniformes | Uniformes |
| --------- | --------- |
|           |           |

| 15 de noviembre de 2023 | Bélgica       | 1:0 (1:0) | Serbia | King Power at Den Dreef Stadion, Lovaina                          |                                                                   |
| 20:45 (UTC+1)           | - Carrasco 2' | Reporte   |        | Asistencia: sin datos sobre espectadores Árbitro(s): Marian Barbu | Asistencia: sin datos sobre espectadores Árbitro(s): Marian Barbu |

| Uniformes | Uniformes |
| --------- | --------- |
|           |           |

| 23 de marzo de 2024 | Irlanda | 0:0     | Bélgica | Dublin Arena, Dublín                                    |                                                         |
| 17:00 (UTC+0)       |         | Reporte |         | Asistencia: 38 128 espectadores Árbitro(s): Rohit Saggi | Asistencia: 38 128 espectadores Árbitro(s): Rohit Saggi |

| Uniformes | Uniformes |
| --------- | --------- |
|           |           |

| 26 de marzo de 2024 | Inglaterra                            | 2:2 (1:2) | Bélgica              | Estadio Wembley, Londres                                       |                                                                |
| 19:45 (UTC+0)       | - Toney 17' (pen.) - Bellingham 90+5' | Reporte   | - Tielemans 11', 36' | Asistencia: 80 733 espectadores Árbitro(s): Sebastian Gishamer | Asistencia: 80 733 espectadores Árbitro(s): Sebastian Gishamer |

| Uniformes | Uniformes |
| --------- | --------- |
|           |           |

| 5 de junio de 2024 | Bélgica                                 | 2:0 (1:0) | Montenegro | Estadio Rey Balduino, Bruselas                                  |                                                                 |
| 19:30 (UTC+2)      | - De Bruyne 44' - Trosdard 90+3' (pen.) | Reporte   |            | Asistencia: 19 246 espectadores Árbitro(s): Kristoffer Karlsson | Asistencia: 19 246 espectadores Árbitro(s): Kristoffer Karlsson |

| Uniformes | Uniformes |
| --------- | --------- |
|           |           |

| 8 de junio de 2024 | Bélgica                                 | 3:0 (1:0) | Luxemburgo | Estadio Rey Balduino, Bruselas                              |                                                             |
| 19:00 (UTC+2)      | - Lukaku 42' (pen.), 57' - Trossard 81' |           |            | Asistencia: 35 287 espectadores Árbitro(s): Pawel Raczkowsk | Asistencia: 35 287 espectadores Árbitro(s): Pawel Raczkowsk |

| Uniformes | Uniformes |
| --------- | --------- |
|           |           |

## Plantel

### Lista de convocados
Entrenador:  Domenico Tedesco
El equipo belga también decidió conformar una plantilla de 25 jugadores, la cual se anunció definitivamente el 28 de mayo de 2024.
| No. | Pos. | Jugador              | Fecha de nacimiento (edad)         | Apa. | Goles | Club               |
| --- | ---- | -------------------- | ---------------------------------- | ---- | ----- | ------------------ |
| 1   | POR  | Koen Casteels        | 25 de junio de 1992 (31 años)      | 10   | 0     | Wolfsburgo         |
| 2   | DEF  | Zeno Debast          | 24 de octubre de 2003 (20 años)    | 8    | 0     | Anderlecht         |
| 3   | DEF  | Arthur Theate        | 25 de mayo de 2000 (24 años)       | 15   | 0     | Stade Rennes       |
| 4   | DEF  | Wout Faes            | 3 de abril de 1998 (26 años)       | 15   | 0     | Leicester City     |
| 5   | DEF  | Jan Vertonghen       | 24 de abril de 1987 (37 años)      | 154  | 10    | Anderlecht         |
| 6   | MED  | Axel Witsel          | 12 de enero de 1989 (35 años)      | 132  | 12    | Atlético de Madrid |
| 7   | MED  | Kevin de Bruyne      | 28 de junio de 1991 (32 años)      | 101  | 27    | Manchester City    |
| 8   | MED  | Youri Tielemans      | 7 de mayo de 1997 (27 años)        | 67   | 7     | Aston Villa        |
| 9   | MED  | Leandro Trossard     | 4 de diciembre de 1994 (29 años)   | 34   | 9     | Arsenal            |
| 10  | DEL  | Romelu Lukaku        | 13 de mayo de 1993 (31 años)       | 115  | 85    | Roma               |
| 11  | DEL  | Yannick Carrasco     | 4 de septiembre de 1993 (30 años)  | 74   | 11    | Al-Shabab          |
| 12  | POR  | Thomas Kaminski      | 23 de octubre de 1992 (31 años)    | 1    | 0     | Luton Town         |
| 13  | POR  | Matz Sels            | 26 de febrero de 1992 (32 años)    | 8    | 0     | Nottingham Forest  |
| 14  | DEL  | Dodi Lukebakio       | 24 de septiembre de 1997 (26 años) | 15   | 2     | Sevilla            |
| 15  | DEF  | Thomas Meunier       | 12 de septiembre de 1991 (32 años) | 66   | 8     | Trabzonspor        |
| 16  | MED  | Aster Vranckx        | 4 de octubre de 2002 (21 años)     | 7    | 0     | Wolfsburgo         |
| 17  | DEL  | Charles De Ketelaere | 10 de marzo de 2001 (23 años)      | 15   | 2     | Atalanta           |
| 18  | MED  | Orel Mangala         | 18 de marzo de 1998 (26 años)      | 15   | 0     | Olympique de Lyon  |
| 19  | DEL  | Johan Bakayoko       | 20 de abril de 2003 (21 años)      | 12   | 1     | PSV Eindhoven      |
| 20  | DEL  | Loïs Openda          | 16 de febrero de 2000 (24 años)    | 17   | 2     | RB Leipzig         |
| 21  | DEF  | Timothy Castagne     | 5 de diciembre de 1995 (28 años)   | 43   | 2     | Fulham             |
| 22  | DEL  | Jérémy Doku          | 27 de mayo de 2002 (22 años)       | 22   | 2     | Manchester City    |
| 23  | MED  | Arthur Vermeeren     | 7 de febrero de 2005 (19 años)     | 4    | 0     | Atlético de Madrid |
| 24  | MED  | Amadou Onana         | 16 de agosto de 2001 (22 años)     | 13   | 0     | Everton            |
| 25  | MED  | Maxim De Cuyper      | 22 de diciembre de 2000 (23 años)  | 2    | 0     | Brujas             |

## Torneo
Tras el sorteo celebrado en Hamburgo el 23 de marzo de 2024 Bélgica quedó integrada en un Grupo D en el que también estarán Eslovaquia, Rumanía y Ucrania.

### Partidos
| Fecha       | Ciudad     | Instancia        |         |                    | Resultado |                       |            |
| ----------- | ---------- | ---------------- | ------- | ------------------ | --------- | --------------------- | ---------- |
| 17 de junio | Fráncfort  | Fase de grupos   | Bélgica | Bandera de Bélgica | 0:1 (0:1) | Bandera de Eslovaquia | Eslovaquia |
| 22 de junio | Colonia    | Fase de grupos   | Bélgica | Bandera de Bélgica | 2:0 (1:0) | Bandera de Rumania    | Rumania    |
| 26 de junio | Stuttgart  | Fase de grupos   | Ucrania | Bandera de Ucrania | 0:0       | Bandera de Bélgica    | Bélgica    |
| 1 de julio  | Düsseldorf | Octavos de final | Francia | Bandera de Francia | 1:0 (0:0) | Bandera de Bélgica    | Bélgica    |

### Primera fase
| Equipo     | Pts | PJ | PG | PE | PP | GF | GC | Dif |
| ---------- | --- | -- | -- | -- | -- | -- | -- | --- |
| Rumania    | 4   | 3  | 1  | 1  | 1  | 4  | 3  | 1   |
| Bélgica    | 4   | 3  | 1  | 1  | 1  | 2  | 1  | 1   |
| Eslovaquia | 4   | 3  | 1  | 1  | 1  | 3  | 3  | 0   |
| Ucrania    | 4   | 3  | 1  | 1  | 1  | 2  | 4  | -2  |

|  | Clasificados a los Octavos de final.          |
|  | Posible clasificación a los Octavos de final. |

#### Bélgica vs. Eslovaquia
| 17 de junio de 2024, 18:00 | Bélgica | 0:1 (0:1) | Eslovaquia | Frankfurt Arena, Fráncfort                                                        |                                                                                   |
|                            |         | Reporte   | Schranz 7' | Asistencia: 45 181 espectadores Árbitro(s): Halil Umut Meler VAR: Bastian Dankert | Asistencia: 45 181 espectadores Árbitro(s): Halil Umut Meler VAR: Bastian Dankert |

| 1          | Guardameta     | Koen Casteels    |     |
| 21         | Defensa        | Timothy Castagne |     |
| 4          | Defensa        | Wout Faes        |     |
| 2          | Defensa        | Zeno Debast      |     |
| 11         | Defensa        | Yannick Carrasco | 84' |
| 18         | Centrocampista | Orel Mangala     | 57' |
| 24         | Centrocampista | Amadou Onana     |     |
| 9          | Centrocampista | Leandro Trossard | 74' |
| 7          | Centrocampista | Kevin De Bruyne  |     |
| 22         | Centrocampista | Jérémy Doku      | 84' |
| 10         | Delantero      | Romelu Lukaku    |     |
| Entrenador | Entrenador     | Domenico Tedesco |     |

| 1          | Guardameta     | Martin Dúbravka   |       |
| 2          | Defensa        | Peter Pekarík     |       |
| 3          | Defensa        | Denis Vavro       |       |
| 14         | Defensa        | Milan Škriniar    |       |
| 16         | Defensa        | Dávid Hancko      |       |
| 19         | Centrocampista | Juraj Kucka       |       |
| 22         | Centrocampista | Stanislav Lobotka |       |
| 8          | Centrocampista | Ondrej Duda       | 90+4' |
| 26         | Delantero      | Ivan Schranz      | 81'   |
| 9          | Delantero      | Róbert Boženík    | 70'   |
| 17         | Delantero      | Lukáš Haraslín    | 70'   |
| Entrenador | Entrenador     | Francesco Calzona |       |

| 19 | Delantero      | Johan Bakayoko  | 57' |
| 8  | Centrocampista | Youri Tielemans | 74' |
| 14 | Delantero      | Dodi Lukebakio  | 84' |
| 20 | Delantero      | Loïs Openda     | 84' |

| 7  | Delantero | Tomáš Suslov  | 70'   |
| 18 | Delantero | David Strelec | 70'   |
| 20 | Delantero | Dávid Ďuriš   | 81'   |
| 4  | Defensa   | Adam Obert    | 90+4' |

| Anotado | 7' | Ivan Schranz | 0:1 |

| Amonestado | 29' | Orel Mangala    |
| Amonestado | 76' | Youri Tielemans |
| Amonestado | 85' | Loïs Openda     |

| Amonestado | 41' | Ivan Schranz |

| Árbitro                                            | Halil Umut Mele     |
| Árbitros asistentes                                | Mustafa Emre Eyisoy |
| Árbitros asistentes                                | Kerem Ersoy         |
| Cuarto árbitro                                     | Serdar Gözübüyük    |
| Quinto árbitro                                     | Johan Balder        |
| Árbitro asistente de video                         | Bastian Dankert     |
| Árbitros asistentes del árbitro asistente de video | Alper Ulusoy        |
| Árbitros asistentes del árbitro asistente de video | Marco Fritz         |

| 1          | Guardameta     | Koen Casteels    |     |
| 21         | Defensa        | Timothy Castagne |     |
| 4          | Defensa        | Wout Faes        |     |
| 2          | Defensa        | Zeno Debast      |     |
| 11         | Defensa        | Yannick Carrasco | 84' |
| 18         | Centrocampista | Orel Mangala     | 57' |
| 24         | Centrocampista | Amadou Onana     |     |
| 9          | Centrocampista | Leandro Trossard | 74' |
| 7          | Centrocampista | Kevin De Bruyne  |     |
| 22         | Centrocampista | Jérémy Doku      | 84' |
| 10         | Delantero      | Romelu Lukaku    |     |
| Entrenador | Entrenador     | Domenico Tedesco |     |

| 1          | Guardameta     | Martin Dúbravka   |       |
| 2          | Defensa        | Peter Pekarík     |       |
| 3          | Defensa        | Denis Vavro       |       |
| 14         | Defensa        | Milan Škriniar    |       |
| 16         | Defensa        | Dávid Hancko      |       |
| 19         | Centrocampista | Juraj Kucka       |       |
| 22         | Centrocampista | Stanislav Lobotka |       |
| 8          | Centrocampista | Ondrej Duda       | 90+4' |
| 26         | Delantero      | Ivan Schranz      | 81'   |
| 9          | Delantero      | Róbert Boženík    | 70'   |
| 17         | Delantero      | Lukáš Haraslín    | 70'   |
| Entrenador | Entrenador     | Francesco Calzona |       |

| 19 | Delantero      | Johan Bakayoko  | 57' |
| 8  | Centrocampista | Youri Tielemans | 74' |
| 14 | Delantero      | Dodi Lukebakio  | 84' |
| 20 | Delantero      | Loïs Openda     | 84' |

| 7  | Delantero | Tomáš Suslov  | 70'   |
| 18 | Delantero | David Strelec | 70'   |
| 20 | Delantero | Dávid Ďuriš   | 81'   |
| 4  | Defensa   | Adam Obert    | 90+4' |

| Anotado | 7' | Ivan Schranz | 0:1 |

| Amonestado | 29' | Orel Mangala    |
| Amonestado | 76' | Youri Tielemans |
| Amonestado | 85' | Loïs Openda     |

| Amonestado | 41' | Ivan Schranz |

| Árbitro                                            | Halil Umut Mele     |
| Árbitros asistentes                                | Mustafa Emre Eyisoy |
| Árbitros asistentes                                | Kerem Ersoy         |
| Cuarto árbitro                                     | Serdar Gözübüyük    |
| Quinto árbitro                                     | Johan Balder        |
| Árbitro asistente de video                         | Bastian Dankert     |
| Árbitros asistentes del árbitro asistente de video | Alper Ulusoy        |
| Árbitros asistentes del árbitro asistente de video | Marco Fritz         |

| Estadísticas      | Bandera de Bélgica | Bandera de Eslovaquia |
| Tiros             | 15                 | 10                    |
| Tiros a puerta    | 5                  | 4                     |
| Faltas            | 14                 | 10                    |
| Saques de esquina | 5                  | 7                     |
| Penaltis          | 0                  | 0                     |
| Fueras de juego   | 2                  | 1                     |
| Posesión de balón | 56%                | 44%                   |

#### Bélgica vs. Rumania
| 22 de junio de 2024, 21:00 | Bélgica                        | 2:0 (1:0) | Rumania | Cologne Stadium, Colonia                                                             |                                                                                      |
|                            | - Tielemans 2' - De Bruyne 79' | Reporte   |         | Asistencia: 42 535 espectadores Árbitro(s): Szymon Marciniak VAR: Tomasz Kwiatkowski | Asistencia: 42 535 espectadores Árbitro(s): Szymon Marciniak VAR: Tomasz Kwiatkowski |

| 1          | Guardameta     | Koen Casteels    |     |
| 21         | Defensa        | Timothy Castagne |     |
| 4          | Defensa        | Wout Faes        |     |
| 5          | Defensa        | Jan Vertonghen   |     |
| 22         | Centrocampista | Jérémy Doku      | 72' |
| 8          | Centrocampista | Youri Tielemans  | 72' |
| 24         | Centrocampista | Amadou Onana     |     |
| 3          | Centrocampista | Arthur Theate    | 77' |
| 7          | Delantero      | Kevin De Bruyne  |     |
| 10         | Delantero      | Romelu Lukaku    |     |
| 14         | Delantero      | Dodi Lukebakio   | 56' |
| Entrenador | Entrenador     | Domenico Tedesco |     |

| 1          | Guardameta     | Florin Niță       |     |
| 2          | Defensa        | Andrei Rațiu      | 90' |
| 3          | Defensa        | Radu Drăgușin     |     |
| 15         | Defensa        | Andrei Burcă      |     |
| 11         | Defensa        | Nicușor Bancu     |     |
| 6          | Centrocampista | Marius Marin      | 68' |
| 20         | Centrocampista | Dennis Man        |     |
| 18         | Centrocampista | Răzvan Marin      |     |
| 21         | Centrocampista | Nicolae Stanciu   |     |
| 13         | Centrocampista | Valentin Mihăilă  | 68' |
| 19         | Delantero      | Denis Drăguș      | 61' |
| Entrenador | Entrenador     | Edward Iordănescu |     |

| 9  | Centrocampista | Leandro Trossard | 56' |
| 18 | Centrocampista | Orel Mangala     | 72' |
| 11 | Delantero      | Yannick Carrasco | 72' |
| 2  | Defensa        | Zeno Debast      | 77' |

| 10 | Centrocampista | Ianis Hagi    | 68' |
| 14 | Centrocampista | Darius Olaru  | 68' |
| 7  | Delantero      | Denis Alibec  | 81' |
| 23 | Centrocampista | Deian Sorescu | 90' |

| Anotado | 2'  | Youri Tielemans | 1:0 |
| Anotado | 79' | Kevin De Bruyne | 2:0 |

| Amonestado | 35' | Dodi Lukebakio |

| Amonestado | 59' | Nicușor Bancu |
| Amonestado | 65' | Marius Marin  |

| Árbitro                                            | Szymon Marciniak   |
| Árbitros asistentes                                | Tomasz Listkiewicz |
| Árbitros asistentes                                | Adam Kupsik        |
| Cuarto árbitro                                     | Donatas Rumšas     |
| Quinto árbitro                                     | Alexander Radiuš   |
| Árbitro asistente de video                         | Tomasz Kwiatkowski |
| Árbitros asistentes del árbitro asistente de video | Bartosz Frankowski |
| Árbitros asistentes del árbitro asistente de video | Nejc Kajtazovic    |

| 1          | Guardameta     | Koen Casteels    |     |
| 21         | Defensa        | Timothy Castagne |     |
| 4          | Defensa        | Wout Faes        |     |
| 5          | Defensa        | Jan Vertonghen   |     |
| 22         | Centrocampista | Jérémy Doku      | 72' |
| 8          | Centrocampista | Youri Tielemans  | 72' |
| 24         | Centrocampista | Amadou Onana     |     |
| 3          | Centrocampista | Arthur Theate    | 77' |
| 7          | Delantero      | Kevin De Bruyne  |     |
| 10         | Delantero      | Romelu Lukaku    |     |
| 14         | Delantero      | Dodi Lukebakio   | 56' |
| Entrenador | Entrenador     | Domenico Tedesco |     |

| 1          | Guardameta     | Florin Niță       |     |
| 2          | Defensa        | Andrei Rațiu      | 90' |
| 3          | Defensa        | Radu Drăgușin     |     |
| 15         | Defensa        | Andrei Burcă      |     |
| 11         | Defensa        | Nicușor Bancu     |     |
| 6          | Centrocampista | Marius Marin      | 68' |
| 20         | Centrocampista | Dennis Man        |     |
| 18         | Centrocampista | Răzvan Marin      |     |
| 21         | Centrocampista | Nicolae Stanciu   |     |
| 13         | Centrocampista | Valentin Mihăilă  | 68' |
| 19         | Delantero      | Denis Drăguș      | 61' |
| Entrenador | Entrenador     | Edward Iordănescu |     |

| 9  | Centrocampista | Leandro Trossard | 56' |
| 18 | Centrocampista | Orel Mangala     | 72' |
| 11 | Delantero      | Yannick Carrasco | 72' |
| 2  | Defensa        | Zeno Debast      | 77' |

| 10 | Centrocampista | Ianis Hagi    | 68' |
| 14 | Centrocampista | Darius Olaru  | 68' |
| 7  | Delantero      | Denis Alibec  | 81' |
| 23 | Centrocampista | Deian Sorescu | 90' |

| Anotado | 2'  | Youri Tielemans | 1:0 |
| Anotado | 79' | Kevin De Bruyne | 2:0 |

| Amonestado | 35' | Dodi Lukebakio |

| Amonestado | 59' | Nicușor Bancu |
| Amonestado | 65' | Marius Marin  |

| Árbitro                                            | Szymon Marciniak   |
| Árbitros asistentes                                | Tomasz Listkiewicz |
| Árbitros asistentes                                | Adam Kupsik        |
| Cuarto árbitro                                     | Donatas Rumšas     |
| Quinto árbitro                                     | Alexander Radiuš   |
| Árbitro asistente de video                         | Tomasz Kwiatkowski |
| Árbitros asistentes del árbitro asistente de video | Bartosz Frankowski |
| Árbitros asistentes del árbitro asistente de video | Nejc Kajtazovic    |

| Estadísticas      | Bandera de Bélgica | Bandera de Rumania |
| Tiros             | 19                 | 13                 |
| Tiros a puerta    | 9                  | 4                  |
| Faltas            | 9                  | 11                 |
| Saques de esquina | 7                  | 7                  |
| Penaltis          | 0                  | 0                  |
| Fueras de juego   | 5                  | 1                  |
| Posesión de balón | 55%                | 45%                |

#### Ucrania vs. Bélgica
| 26 de junio de 2024, 18:00 | Ucrania | 0:0     | Bélgica | Stuttgart Arena, Stuttgart                                                     |                                                                                |
|                            |         | Reporte |         | Asistencia: 54 000 espectadores Árbitro(s): Anthony Taylor VAR: Stuart Attwell | Asistencia: 54 000 espectadores Árbitro(s): Anthony Taylor VAR: Stuart Attwell |

| 12         | Guardameta     | Anatoliy Trubin   |     |
| 24         | Defensa        | Oleksandr Tymchyk |     |
| 13         | Defensa        | Illya Zabarnyi    |     |
| 3          | Defensa        | Oleksandr Svatok  | 81' |
| 22         | Defensa        | Mykola Matviyenko |     |
| 16         | Defensa        | Vitaliy Mykolenko | 58' |
| 19         | Centrocampista | Mykola Shaparenko | 70' |
| 18         | Centrocampista | Volodymyr Brazhko | 70' |
| 14         | Centrocampista | Heorhiy Sudakov   |     |
| 9          | Delantero      | Roman Yaremchuk   | 70' |
| 11         | Delantero      | Artem Dovbyk      |     |
| Entrenador | Entrenador     | Serhiy Rebrov     |     |

| 1          | Guardameta     | Koen Casteels    |     |
| 21         | Defensa        | Timothy Castagne |     |
| 4          | Defensa        | Wout Faes        |     |
| 3          | Defensa        | Arthur Theate    |     |
| 5          | Defensa        | Jan Vertonghen   |     |
| 7          | Centrocampista | Kevin De Bruyne  |     |
| 24         | Centrocampista | Amadou Onana     |     |
| 8          | Centrocampista | Youri Tielemans  | 62' |
| 9          | Delantero      | Leandro Trossard | 62' |
| 10         | Delantero      | Romelu Lukaku    | 90' |
| 21         | Delantero      | Jérémy Doku      | 77' |
| Entrenador | Entrenador     | Domenico Tedesco |     |

| 17 | Defensa        | Oleksandr Zinchenko | 58' |
| 6  | Centrocampista | Taras Stepanenko    | 70' |
| 8  | Centrocampista | Ruslan Malinovskyi  | 70' |
| 25 | Delantero      | Vladyslav Vanat     | 70' |
| 7  | Centrocampista | Andriy Yarmolenko   | 81' |

| 18 | Centrocampista | Orel Mangala     | 62' |
| 11 | Delantero      | Yannick Carrasco | 62' |
| 19 | Delantero      | Johan Bakayoko   | 77' |
| 20 | Delantero      | Loïs Openda      | 90' |

| Amonestado | 69' | Artem Dovbyk |

| Amonestado | 43' | Wout Faes |

| Árbitro                                            | Anthony Taylor |
| Árbitros asistentes                                | Gary Beswick   |
| Árbitros asistentes                                | Adam Nunn      |
| Cuarto árbitro                                     | Glenn Nyberg   |
| Quinto árbitro                                     | Mahmood Beigi  |
| Árbitro asistente de video                         | Stuart Attwell |
| Árbitros asistentes del árbitro asistente de video | David Coote    |
| Árbitros asistentes del árbitro asistente de video | Marco Fritz    |

| 12         | Guardameta     | Anatoliy Trubin   |     |
| 24         | Defensa        | Oleksandr Tymchyk |     |
| 13         | Defensa        | Illya Zabarnyi    |     |
| 3          | Defensa        | Oleksandr Svatok  | 81' |
| 22         | Defensa        | Mykola Matviyenko |     |
| 16         | Defensa        | Vitaliy Mykolenko | 58' |
| 19         | Centrocampista | Mykola Shaparenko | 70' |
| 18         | Centrocampista | Volodymyr Brazhko | 70' |
| 14         | Centrocampista | Heorhiy Sudakov   |     |
| 9          | Delantero      | Roman Yaremchuk   | 70' |
| 11         | Delantero      | Artem Dovbyk      |     |
| Entrenador | Entrenador     | Serhiy Rebrov     |     |

| 1          | Guardameta     | Koen Casteels    |     |
| 21         | Defensa        | Timothy Castagne |     |
| 4          | Defensa        | Wout Faes        |     |
| 3          | Defensa        | Arthur Theate    |     |
| 5          | Defensa        | Jan Vertonghen   |     |
| 7          | Centrocampista | Kevin De Bruyne  |     |
| 24         | Centrocampista | Amadou Onana     |     |
| 8          | Centrocampista | Youri Tielemans  | 62' |
| 9          | Delantero      | Leandro Trossard | 62' |
| 10         | Delantero      | Romelu Lukaku    | 90' |
| 21         | Delantero      | Jérémy Doku      | 77' |
| Entrenador | Entrenador     | Domenico Tedesco |     |

| 17 | Defensa        | Oleksandr Zinchenko | 58' |
| 6  | Centrocampista | Taras Stepanenko    | 70' |
| 8  | Centrocampista | Ruslan Malinovskyi  | 70' |
| 25 | Delantero      | Vladyslav Vanat     | 70' |
| 7  | Centrocampista | Andriy Yarmolenko   | 81' |

| 18 | Centrocampista | Orel Mangala     | 62' |
| 11 | Delantero      | Yannick Carrasco | 62' |
| 19 | Delantero      | Johan Bakayoko   | 77' |
| 20 | Delantero      | Loïs Openda      | 90' |

| Amonestado | 69' | Artem Dovbyk |

| Amonestado | 43' | Wout Faes |

| Árbitro                                            | Anthony Taylor |
| Árbitros asistentes                                | Gary Beswick   |
| Árbitros asistentes                                | Adam Nunn      |
| Cuarto árbitro                                     | Glenn Nyberg   |
| Quinto árbitro                                     | Mahmood Beigi  |
| Árbitro asistente de video                         | Stuart Attwell |
| Árbitros asistentes del árbitro asistente de video | David Coote    |
| Árbitros asistentes del árbitro asistente de video | Marco Fritz    |

| Estadísticas      | Bandera de Ucrania | Bandera de Bélgica |
| Tiros             | 14                 | 12                 |
| Tiros a puerta    | 5                  | 4                  |
| Faltas            | 9                  | 8                  |
| Saques de esquina | 3                  | 7                  |
| Penaltis          | 0                  | 0                  |
| Fueras de juego   | 2                  | 0                  |
| Posesión de balón | 44%                | 56%                |

### Francia vs. Bélgica
| 1 de julio de 2024, 18:00 | Francia               | 1:0 (0:0) | Bélgica | Düsseldorf Arena, Düsseldorf                                                 |                                                                              |
|                           | Vertonghen 85' (a.g.) | Reporte   |         | Asistencia: 46 810 espectadores Árbitro(s): Glenn Nyberg VAR: Pol van Boekel | Asistencia: 46 810 espectadores Árbitro(s): Glenn Nyberg VAR: Pol van Boekel |

| 16         | Guardameta     | Mike Maignan        |     |
| 5          | Defensa        | Jules Koundé        |     |
| 4          | Defensa        | Dayot Upamecano     |     |
| 17         | Defensa        | William Saliba      |     |
| 22         | Defensa        | Theo Hernandez      |     |
| 13         | Centrocampista | N'Golo Kanté        |     |
| 8          | Centrocampista | Aurélien Tchouaméni |     |
| 14         | Centrocampista | Adrien Rabiot       |     |
| 7          | Centrocampista | Antoine Griezmann   |     |
| 15         | Delantero      | Marcus Thuram       | 63' |
| 10         | Delantero      | Kylian Mbappé       |     |
| Entrenador | Entrenador     | Didier Deschamps    |     |

| 1          | Guardameta     | Koen Casteels    |     |
| 21         | Defensa        | Timothy Castagne | 88' |
| 4          | Defensa        | Wout Faes        |     |
| 5          | Defensa        | Jan Vertonghen   |     |
| 3          | Defensa        | Arthur Theate    |     |
| 7          | Centrocampista | Kevin De Bruyne  |     |
| 24         | Centrocampista | Amadou Onana     |     |
| 11         | Centrocampista | Yannick Carrasco | 88' |
| 20         | Delantero      | Loïs Openda      | 63' |
| 10         | Delantero      | Romelu Lukaku    |     |
| 22         | Delantero      | Jérémy Doku      |     |
| Entrenador | Entrenador     | Domenico Tedesco |     |

| 12 | Delantero | Randal Kolo Muani | 62' |

| 18 | Centrocampista | Orel Mangala         | 63' |
| 17 | Delantero      | Charles De Ketelaere | 88' |
| 14 | Delantero      | Dodi Lukebakio       | 88' |

| Anotado · Autogol | 85' | Jan Vertonghen | 1:0 |

| Amonestado | 14' | Aurélien Tchouaméni |
| Amonestado | 23' | Antoine Griezmann   |
| Amonestado | 24' | Adrien Rabiot       |

| Amonestado | 56' | Ousmane Dembélé  |
| Amonestado | 76' | Jan Vertonghen   |
| Amonestado | 76' | Domenico Tedesco |

| Árbitro                                            | Glenn Nyberg       |
| Árbitros asistentes                                | Mahmood Beigi      |
| Árbitros asistentes                                | Andreas Söderkvist |
| Cuarto árbitro                                     | Donatas Rumšas     |
| Quinto árbitro                                     | Alexander Radiuš   |
| Árbitro asistente de video                         | Pol van Boekel     |
| Árbitros asistentes del árbitro asistente de video | Bartosz Frankowski |
| Árbitros asistentes del árbitro asistente de video | Rob Dieperink      |

| 16         | Guardameta     | Mike Maignan        |     |
| 5          | Defensa        | Jules Koundé        |     |
| 4          | Defensa        | Dayot Upamecano     |     |
| 17         | Defensa        | William Saliba      |     |
| 22         | Defensa        | Theo Hernandez      |     |
| 13         | Centrocampista | N'Golo Kanté        |     |
| 8          | Centrocampista | Aurélien Tchouaméni |     |
| 14         | Centrocampista | Adrien Rabiot       |     |
| 7          | Centrocampista | Antoine Griezmann   |     |
| 15         | Delantero      | Marcus Thuram       | 63' |
| 10         | Delantero      | Kylian Mbappé       |     |
| Entrenador | Entrenador     | Didier Deschamps    |     |

| 1          | Guardameta     | Koen Casteels    |     |
| 21         | Defensa        | Timothy Castagne | 88' |
| 4          | Defensa        | Wout Faes        |     |
| 5          | Defensa        | Jan Vertonghen   |     |
| 3          | Defensa        | Arthur Theate    |     |
| 7          | Centrocampista | Kevin De Bruyne  |     |
| 24         | Centrocampista | Amadou Onana     |     |
| 11         | Centrocampista | Yannick Carrasco | 88' |
| 20         | Delantero      | Loïs Openda      | 63' |
| 10         | Delantero      | Romelu Lukaku    |     |
| 22         | Delantero      | Jérémy Doku      |     |
| Entrenador | Entrenador     | Domenico Tedesco |     |

| 12 | Delantero | Randal Kolo Muani | 62' |

| 18 | Centrocampista | Orel Mangala         | 63' |
| 17 | Delantero      | Charles De Ketelaere | 88' |
| 14 | Delantero      | Dodi Lukebakio       | 88' |

| Anotado · Autogol | 85' | Jan Vertonghen | 1:0 |

| Amonestado | 14' | Aurélien Tchouaméni |
| Amonestado | 23' | Antoine Griezmann   |
| Amonestado | 24' | Adrien Rabiot       |

| Amonestado | 56' | Ousmane Dembélé  |
| Amonestado | 76' | Jan Vertonghen   |
| Amonestado | 76' | Domenico Tedesco |

| Árbitro                                            | Glenn Nyberg       |
| Árbitros asistentes                                | Mahmood Beigi      |
| Árbitros asistentes                                | Andreas Söderkvist |
| Cuarto árbitro                                     | Donatas Rumšas     |
| Quinto árbitro                                     | Alexander Radiuš   |
| Árbitro asistente de video                         | Pol van Boekel     |
| Árbitros asistentes del árbitro asistente de video | Bartosz Frankowski |
| Árbitros asistentes del árbitro asistente de video | Rob Dieperink      |

| Estadísticas      | Bandera de Francia | Bandera de Bélgica |
| Tiros             | 20                 | 5                  |
| Tiros a puerta    | 2                  | 2                  |
| Faltas            | 7                  | 10                 |
| Saques de esquina | 5                  | 2                  |
| Penaltis          | 0                  | 0                  |
| Fueras de juego   | 1                  | 0                  |
| Posesión de balón | 52%                | 48%                |

## Nota
1. ↑  El partido había finalizado al descanso con el marcador de 1-1, sin embargo, a causa de un ataque terrorista por un grupo islámico en el que dos aficionados suecos fallecieron, ambas selecciones acordaron suspender el partido, por motivos de seguridad y en solidaridad por las víctimas.[1] El 19 de octubre de 2023, la UEFA decidió que el resultado al descanso se consideraría definitivo y el partido no se reanudaría.[2]